# Războiul în Antichitate
Războiul antic este specific conflictelor desfășurate de la începuturile istoriei înregistrate la sfârșitul perioadei antice. 
În Europa și Orientul Apropiat, sfârșitul antichității este adesea echivalat cu căderea Romei în 476, războaielor purtate de Imperiul Bizantin în Asia de Sud-Est și granițele din Africa de Nord și începutul cuceririlor musulmane din secolul al VII-lea. 
În China, antichitatea se încheie când rolul trupelor necesare crește pentru a contracara amenințarea invaziilor de la nord în secolul al V-lea și începutul dinastiei Tang în 618. 
În India, perioada antică se încheie cu declinul Imperiului Gupta (secolul al VI-lea) și începutul cuceririlor islamice din secolul al VIII-lea. 
În Japonia, perioada antică se încheie cu apariția feudalismului, în perioada Kamakura în secolele XII-XIII.
Diferența dintre războiul preistoric și cel antic este tehnologia și organizarea. Dezvoltarea primului oraș-stat, și apoi a imperiilor, a permis dramatizarea războiului. Începând din Mesopotamia, statele au produs un surplus agricol suficient, astfel încât elitele conducătoare și comandanți militari să le apere. Cea mai mare parte a forțelor militare timpurii au fost formate din țărani, sprijiniți de societate. Astfel, au apărut primele armate organizate.
Aceste noi armate puteau ajuta statele să crească în dimensiune, devenind tot mai centralizate. Armatele antice timpurii au continuat să utilizeze în primul rând arcuri și sulițe, aceleași arme care au fost dezvoltate în timpuri preistorice pentru vânătoare. Armatele timpurii din Egipt și China au urmat un model similar de a folosi infanteriștii înarmați cu arcuri și sulițe. Infanteria a fost forma militară dominantă. Avea rolul de a penetra liniile inamicului sau de a menține pe loc trupele acestuia. Acest echilibru se va schimba în cele din urmă pe măsură ce tehnologia a permis carelor, cavaleriei, artileriei să joace un rol activ pe câmpul de luptă. Cavaleria nu joacă nici un rol major până la inventarea scăriței (care a contribuit la apariția cavaleriei grele) sau inventarea inelului pentru degetul mare pentru călăreții arcași.
Proprietățile caracteristice ale războiului medieval, în special cavaleria grea și armele de asediu, cum ar fi catapulta, au fost introduse pentru prima dată în Antichitatea târzie. De la începutul epocii fierului, a fost introdusă cavaleria ușoară (rezultând declinul utilizării carului de luptă), războiul naval (corăbiile), și dezvoltarea unei industrii bazate pe metalurgia feroasă care a permis producția în masă de arme de metal și echipament pentru armate mari și permanente. Prima putere militară care a profitat de aceste inovații a fost Imperiul Neo-Asirian, care a realizat controlul centralizat și a devenit prima "putere mondială" care s-a extins asupra întregului Corn al Abundenței (Mesopotamia, Levant și Egipt). Mari imperii se vor afirma pe scena istorică datorită inovațiilor militare ca Imperiul Macedonean (Falanga) sau prin disciplină și organizare militară strictă ca Imperiul Roman (Armata romană).

## Vezi și
- Listă de filme despre războaie din Antichitate
- Listă de războaie purtate de armata romană